# Bataille de Pavlivka
Invasion de l'Ukraine par la Russie de 2022
Batailles
Offensive de Kiev (Jytomyr, Kiev) : 
- 1re Hostomel
- Tchernobyl
- Ivankiv
- Kiev
- 2e Hostomel
- Vassylkiv
- Boutcha
- Irpin
  - Bombardement de réfugiés
- Jytomyr
- Mochtchoun
- Makariv
- Brovary

Offensive du Nord (Tchernihiv, Soumy) :
- Hloukhiv
- Slavoutytch
- Bombardements
- Soumy
- Trostianets
- Tchernihiv
- Okhtyrka
- Lebedyn
- Konotop
- Romny
- Desna
- Escarmouches frontalières

Russie  (Briansk, Belgorod) :
- Incursions en Russie occidentale
  - Oblast de Briansk
  - Oblasts de Belgorod et de Koursk
    - Incursions de 2024

  - Bombardement de Belgorod
- Oblast de Koursk (août 2024)

Campagne de l'Est (Donetsk, Louhansk, Kharkiv)
Kharkiv :
- 1re Kharkiv
  - Tchouhouïv
  - Bombardements : en février
  - en mars
  - en avril
  - du bâtiment administratif
- Izioum
- 2e Kharkiv
  - Balaklia
  - 1re Koupiansk
  - Chevtchenkove
- 3e Kharkiv

Nord du Donbass:
- Starobilsk
- Sloviansk
  - Dovhenke
  - 1re Lyman
  - Sviatohirsk
  - Bohorodychne et Krasnopillia
  - Bombardements : Bilohorivka
  - Kramatorsk
- Sievierodonetsk
  - Kreminna
  - Donets
  - Roubijné
  - Popasna
  - Tochkivka
  - Massacre
- Lyssytchansk
- 2e Kharkiv
  - Balaklia
  - 1re Koupiansk
  - Chevtchenkove
  - 2e Lyman
- Oblast de Louhansk
  - Ligne Svatove-Kreminna
  - Serebryansky
  - 2e Koupiansk

 Centre du Donbass:
- Horlivka
- Popasna
- Svitlodarsk
- Bakhmout
  - Soledar
- Siversk
- Tchassiv Iar
- Toretsk

Sud du Donbass :
- Volnovakha
- Marioupol
  - Bombardements : de l'hôpital
  - du théâtre
  - de l'école d'art
- Pisky
- Vouhledar
  - Pavlivka
- Marïnka
- Contre-offensive de 2023
- Avdiïvka
- Novomykhaïlivka
- Pokrovsk
  - Krasnohorivka
  - Toretsk
- Bombardements :
- Makiïvka
- Donetsk

Campagne du Sud (Mykolaïv, Kherson, Zaporijjia)
- 1re Kherson
- Odessa
- Melitopol
- Mykolaïv
  - Bombardements : à fragmentation
  - du bâtiment administratif
- 1re Berdiansk
- Zaporijjia
- Tchornobaïvka
- Enerhodar
- Voznessensk
- Houliaïpole
- Davydiv Brid
- 2e Berdiansk
- Nova Kakhovka
- 2e Kherson
  - Doudtchany
- Dniepr
- Tchoulakivka
- Contre-offensive de 2023
  - Robotyne

Frappes aériennes dans l'Ouest et le Centre de l'Ukraine
- Lviv (02/2022)
- Vinnytsia (03/2022)
- Yavoriv (03/2022)
- Deliatyne (03/2022)
- Dnipro

Guerre navale
- Île des Serpents (02/2022)
- Moskva (04/2022)

Attaques en Crimée
- Novofedorivka (08/2022)
- Djankoï (08/2022)
- Pont de Crimée (10/2022)
- Base navale de Sébastopol (10/2022)
- Pont de Crimée (07/2023)
- Base navale de Sébastopol (09/2023)

Débordement
- Aéroport de Millerovo
- Sabotages en Russie
- Attaques en Transnistrie
- Sabotage des gazoducs Nord Stream
- Terrain d'entraînement militaire de Soloti
- Explosions en Pologne
- Bases aériennes de Dyagilevo et Engels-2
- Base aérienne de Minsk-Matchoulichtchi
- Crise russo-moldave de 2023
  - Accusations de tentative de coup d'État en Moldavie
- Incident de drone de 2023 en mer Noire
- Rébellion du groupe Wagner

Massacres
- Tchernihiv
- Boutcha
- Borodianka
- Olenivka
- Izioum

La bataille de Pavlivka est un engagement militaire faisant partie de l'invasion de l'Ukraine par la Russie, entamé le 3 novembre 2022. Le village de Pavlivka est en première ligne après l'arrêt de l'offensive russe dans l'oblast de Zaporijjia. Au cours de la bataille, Pavlivka change plusieurs fois de mains ; la Russie en revendique finalement la prise le 14 novembre 2022, au prix de lourdes pertes. 

## Bataille
Le 3 novembre, la 155e brigade d'infanterie navale de l'armée russe lance une offensive avec le soutien de chars et de l'artillerie pour prendre Pavlivka, avec pour objectif de prendre la localité de Vouhledar et de créer une zone tampon afin de protéger les lignes d'approvisionnement passant par Volnovakha des tirs d'artillerie de calibre 152/155 mm. 
Le contrôle du village de Pavlivka change plusieurs fois au cours de la bataille,. 
Le 14 novembre 2022, les forces russes, commandées par Roustam Mouradov, chassent l'armée ukrainienne de la ville et revendiquent la prise du village. Cependant, elles subissent de lourdes pertes en raison de la forte résistance ukrainienne et du mauvais temps. La 155e brigade en particulier aurait perdu près de 300 hommes et la moitié de son matériel au cours de l'assaut. 
Selon le magazine Forbes, ces pertes sont bien trop élevées, pour des unités ne comptant que 3 000 soldats, en comparaison des gains réalisés.
Le 15 novembre, le chef séparatiste Alexandre Khodakovski affirme que les dirigeants militaires russes ont tenté d'imputer l'échec initial de l'offensive au commandant de la 40e brigade d'infanterie navale de la flotte du Pacifique pour ne pas avoir correctement soutenu la 155e brigade d'infanterie navale. Il précise en outre que des éléments de la 40e brigade d'infanterie navale sont déployés pour soutenir et poursuivre l'offensive. Khodakovski se plaint enfin du « maigre résultat » de la bataille et de l'incapacité des troupes russes à effectuer une percée.

## Conséquences
Les soldats de la 155e brigade d'infanterie navale rédigent une lettre à l'intention d'Oleg Kojemiako, gouverneur du kraï du Primorié, dans laquelle ils se plaignent des erreurs tactiques de leur commandement et des pertes subies. 

## Analyse
Le 27 novembre, le ministère britannique de la Défense affirme que la Russie et l'Ukraine ont des forces importantes engagées dans ce secteur, l'infanterie navale russe ayant subi de lourdes pertes. Il affirme que la zone reste fortement contestée, probablement en partie parce que la Russie estime que la zone a un potentiel en tant que point de lancement d'une future avancée majeure vers le nord pour conquérir le reste de l'oblast de Donetsk contrôlé par l'Ukraine. Cependant, le ministère de la Défense estime qu'il est peu probable que la Russie soit en mesure de concentrer suffisamment de forces de qualité pour réaliser une percée opérationnelle.